# KkStB 394 sorozat
A kkStB 394 sorozat egy  szertartályosgőzmozdony-sorozat volt a cs. kir. osztrák Államvasutaknál (k.k. österreichische Staatsbahnen, kkStB), amely mozdonyok eredetileg különböző magánvasutaktól származtak.
Az ebbe  a sorozatba beosztott mozdonyokat a Floridsdorfi Mozdonygyár szállította 1891 és 1903 között. A mozdonyok az eltérő alkalmazások következtében egyes méreteikben kissé eltértek egymástól (lásd a táblázatban). Gazdaságos helyi forgalom céljára tervezték őket. A 394.41-43 Lemberg (Kleparów)–Jaworów HÉV tulajdonú mozdonyok gépezete burkolt volt, mivel a HÉV vonalai egy része az utcákon vezetett. A 394.44-47 pályaszámú mozdonyokat  eredetileg a Stájerországi Cilli–Wöllan HÉV vásárolta, amely a AUSTRIA, STYRIA, GUNDACKER és THERESE neveket adta nekik. A HÉV vonalait később a Déli Vasút üzemeltette, amely a mozdonyokat a DV/SB 102 sorozatba osztotta és az 1-4 pályaszámokkal látta el.
1918 után a mozdonyok egy része Olaszországba az FS 826 sorozatba, másik része Jugoszláviába a JDŽ 151-020 és 021 pályaszámok alá, továbbá Lengyelországba a PKP TKh14 sorozatba kerültek.

## Fordítás
- Ez a szócikk részben vagy egészben  a   kkStB 394 című német Wikipédia-szócikk fordításán alapul.  Az eredeti cikk szerkesztőit annak laptörténete sorolja fel. Ez a jelzés csupán a megfogalmazás eredetét és a szerzői jogokat jelzi, nem szolgál a cikkben szereplő információk forrásmegjelöléseként. Az eredeti szócikk forrásai szintén ott találhatóak.